# Kurfürstenhaus

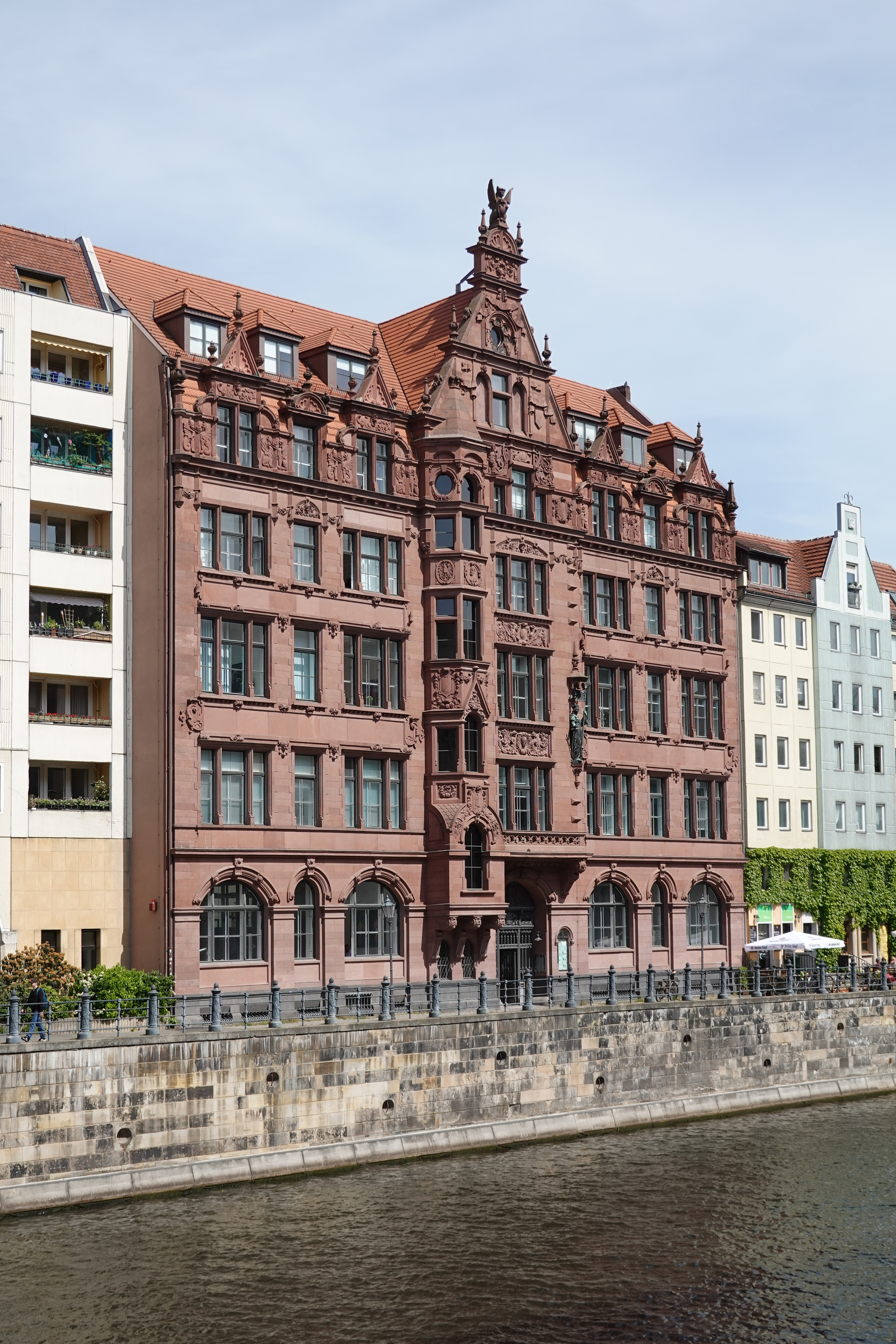
Kurfürstenhaus im Nikolaiviertel in Berlin-Mitte, Spreeufer 5 im Jahr 2023. (Das Bild ist auf Commons annotiert und zeigt die Eingangshalle und das Haupttreppenhaus)

Kurfürstenhaus ist die aktuelle Bezeichnung für ein denkmalgeschütztes Haus im Nikolaiviertel im Stadtkern Berlins, Spreeufer 5, sowie die historische Bezeichnung für die Häuser Poststraße 4 und 5.

## Geschichte
Das Grundstück Poststraße 5 (bis Anfang des 18. Jahrhunderts Heilige Geiststraße) wurde bereits im 16. Jahrhundert bebaut. In den Hintergebäuden des bis an die Spree reichenden Grundstücks befand sich ab 1565 die kurfürstliche Münze. 1583 schenkte Kurfürst Johann Georg das Haus seinem Küchenmeister Bartold Vibicke als erbliches Burglehen und Freihaus. Die Münze zog 1586, nach Fertigstellung des Apotheken- und Münzgebäudes im Lustgarten neben dem Schloss, dorthin. Anschließend wurde das Vorderhaus vermutlich neu gebaut oder zumindest die Fassade neu gestaltet. Als Baumeister wird Rochus zu Lynar angenommen. Trotz des geschenkten Erbes gab der Kurfürst  das Haus 1589 seinem Bediensteten Samuel Salwart weiter, 1593 bereits aber dem kurfürstlichen Hofmarschall und Landvogt der Uckermark, Bernd von Arnim.
Das Haus wechselte danach durch Erbschaft oder Schenkung noch mehrmals die Besitzer wie folgende Auswahl zeigt:
- 1625 an Familie Röbel,
- 1643 an Konrad von Burgsdorff,
- 1652 (nach dessen Tod) an seine Ehefrau Anna von Löben (1604–1684)
- um 1660 an Tochter Margarethe Catharina von Burgsdorff (1637–1692); verheiratet mit Ludwig von Canitz (1626–1654)
- 1684 an Friedrich Rudolf Ludwig von Canitz, der hier 1654 auf die Welt gekommen war[1]
- 1699: nach dem Tod von Canitz und dessen Sohn an die Familie von Cannstein, Stiefgeschwister von Canitz’ Ehefrau Dorothea
- an Johann Heßig (Hessig; gest. um 1712), Geheimer Kammerdiener und Bürgermeister. Ein von Heßig im Hof des Hauses errichtetes Opernhaus wurde 1711 geschlossen und in einen Wohn-Seitenflügel umgewandelt.[2]
- es folgten stetige weitere Eigentümerwechsel.

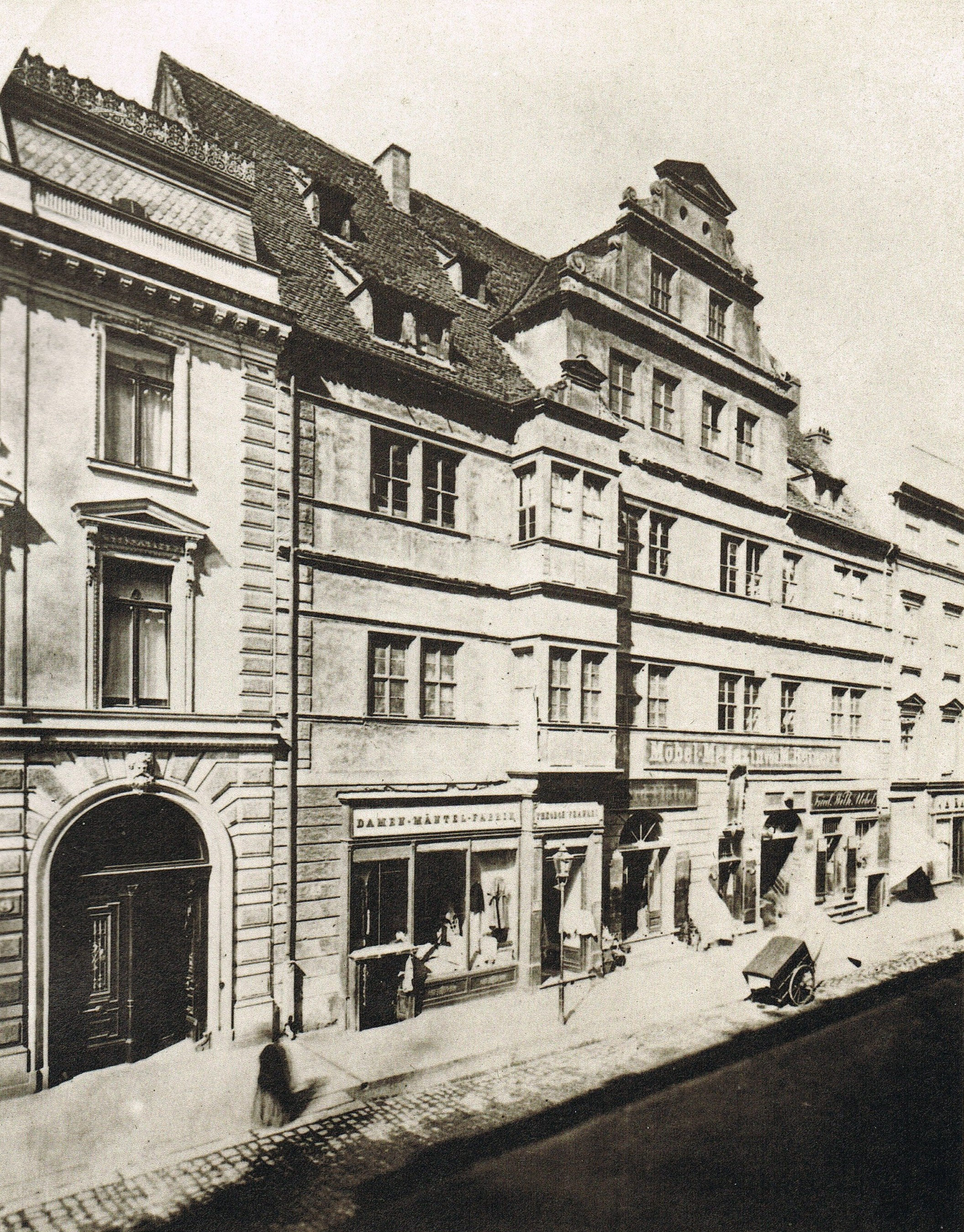
Kurfürstenhaus, Poststraße 5 im Jahr 1867, kurz vor dem Umbau

Im Jahr 1868 gestaltete Baurat Carl Schwatlo den gut erhaltenen Renaissancebau um und modernisierte ihn, wobei auch die Fassade verändert wurde. Die dabei neu angebrachten Porträtmedaillons aller brandenburgischen Kurfürsten führten dazu, dass das Gebäude die Bezeichnung Kurfürstenhaus erhielt.

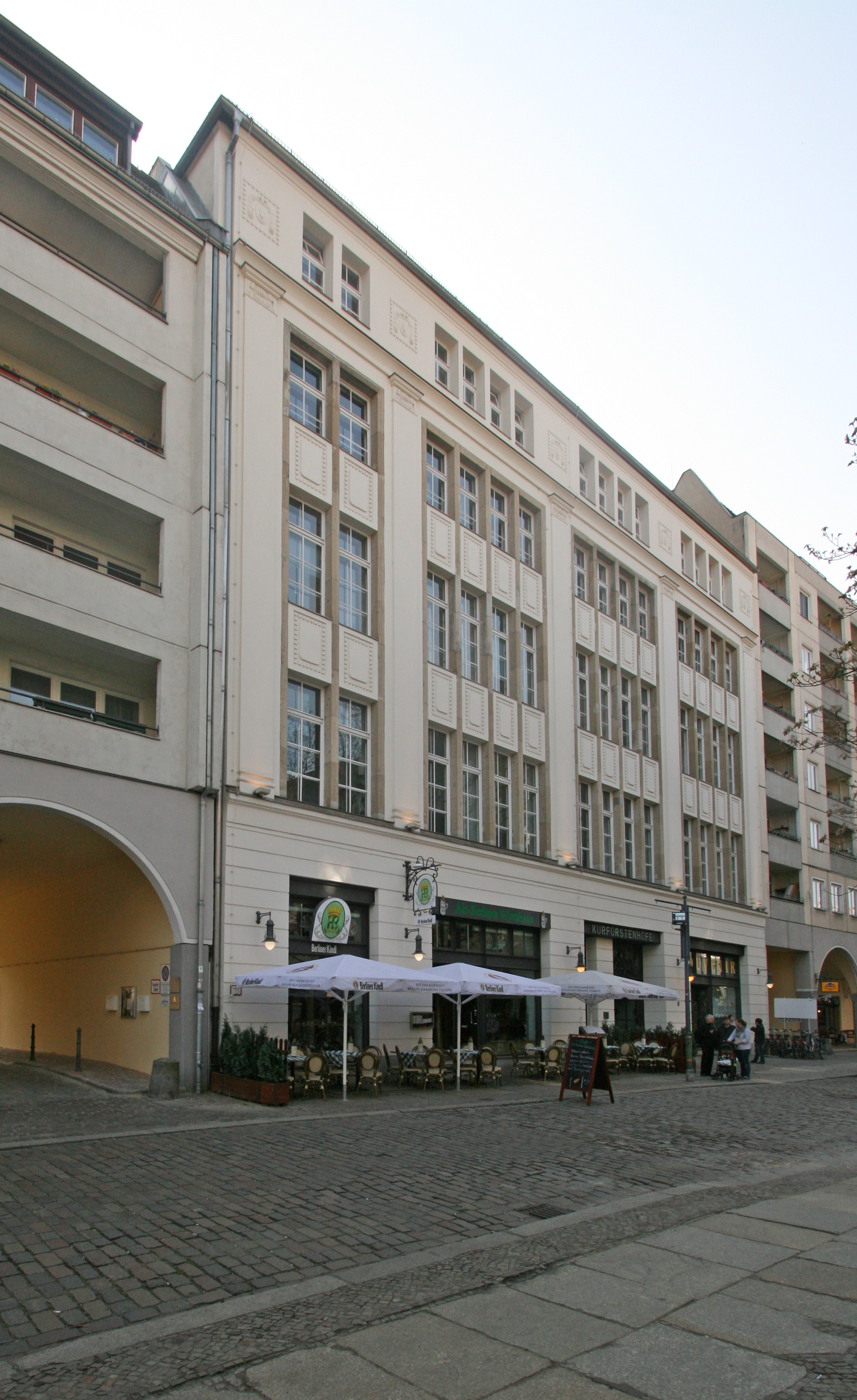
Poststraße 4–5: Durchgang zu den Kurfürstenhöfen

Das Nachbarhaus Poststraße 4, das ebenfalls aus dem 16. Jahrhundert stammte, befand sich seit 1614 als Freihaus im Besitz des Kammerdieners Anton Freytag. Dort starb 1619 der wenige Wochen vorher krank zurückgetretene Kurfürst Johann Sigismund im Beisein seiner Familie. Anton Freytag ließ über dem Sterbebett eine bronzene Gedenktafel anbringen. Daher war dieses Haus das eigentliche Kurfürstenhaus. Die Gedenktafel hing noch nach fast 300 Jahren (bis 1916) in der Konditorei Borelius, ist aber seitdem verschollen. Ein weiterer Umbau erfolgte im 18. Jahrhundert: es wurde um zwei Etagen aufgestockt und barock umgebaut. In diesem Haus kam 1733 der spätere Buchhändler und Schriftsteller Friedrich Nicolai zur Welt.
Der Kaufmann Gustav Ebell (1833–1916) erwarb um 1870 das Grundstück Poststraße 5/Burgstraße 3. Er ließ von 1895 bis 1897, nach Zukauf des Grundstücks Burgstraße 4, auf der Spreeseite (später Burgstraße 8, seit 1984 Spreeufer 5) von Carl Gause ein großes Geschäftshaus im deutschen Renaissancestil errichten und übernahm dafür den Namen Kurfürstenhaus. Die Ebell’schen Erben verkauften die Immobilie an die neu gegründete Firma Braunsberg & Co (ab 1940 Vereinigte Textilfabriken AG). Diese erwarb 1922 auch das Grundstück Poststraße 4, vereinigte es mit dem Grundstück Nr. 5, ließ einen Geschäftshausneubau errichten und 1927 Hofgebäude an- und umbauen. 1938 übernahm der Fiskus die Gebäude, die zum Finanzamt Börse gehörten.
Der gesamte Komplex hat die Kriegsereignisse beim Endkampf des Zweiten Weltkriegs weitestgehend unbeschadet überstanden und wurde in den Wiederaufbau des Nikolaiviertels, der zur 750-Jahr-Feier Berlins abgeschlossen war, mit integriert. Nutzer waren das Berliner Stadtkontor und die Direktion der Handelsorganisation (HO) der DDR.
Das heutige Kurfürstenhaus ist der sanierte und reparierte Originalbau aus dem Ende des 19. Jahrhunderts. Nutzer des Hauses und der Kurfürstenhöfe im 21. Jahrhundert sind etliche Unternehmen wie Stiftungen, Rechtsanwälte, Personalmanagement oder die Servicestelle des Humboldt-Forums.

## Architektur

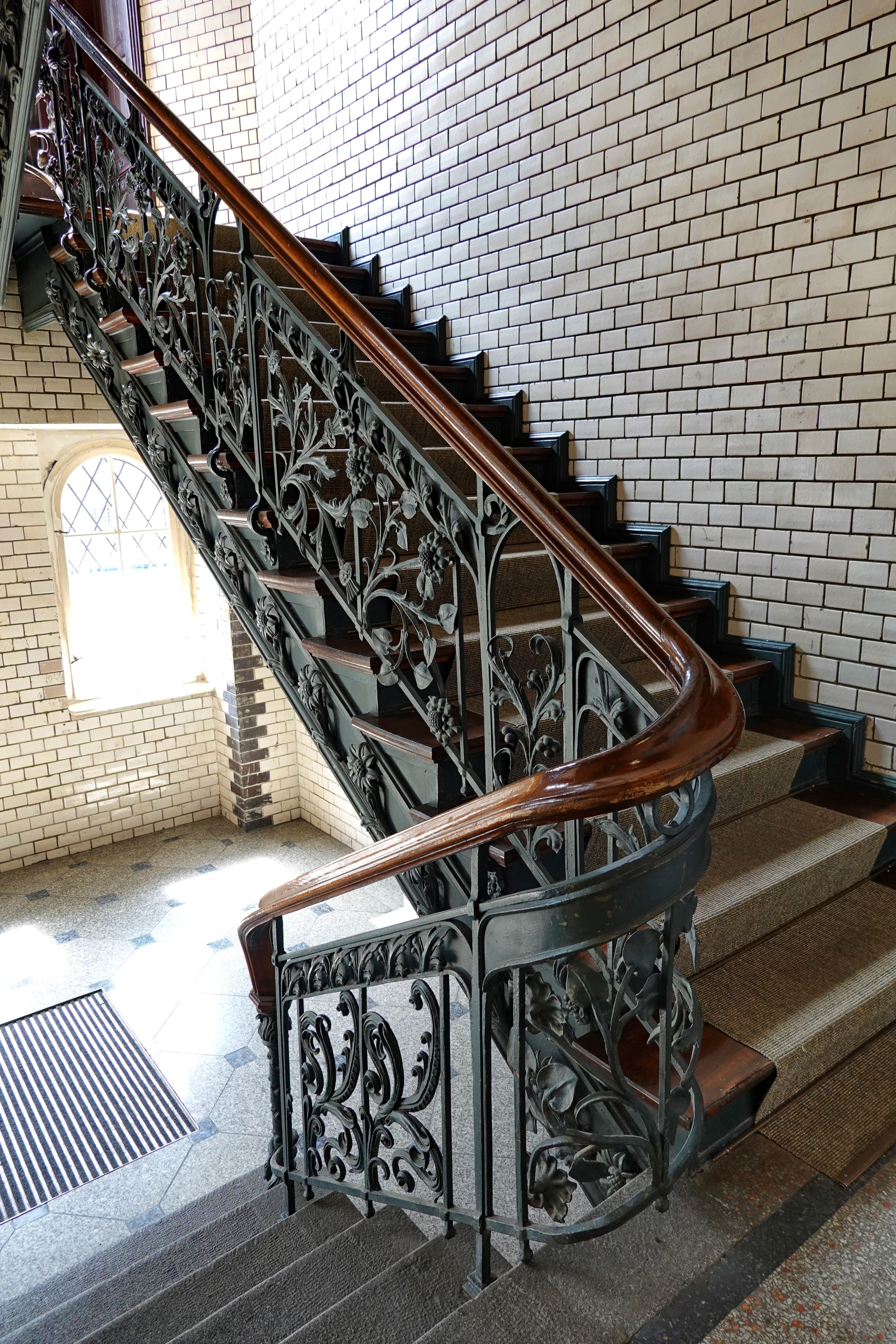
Treppe

Der viergeschossiger achtachsige Bau (Poststraße 5/Burgstraße 8) mit ausgebautem Dachgeschoss zeigt historisierende Elemente des Renaissance- und Barockstils. Eine Betonung erfolgt durch den breiten Mittelrisaliten, nördlich davon fällt der asymmetrisch ausgeführte polygonale Treppenerker auf.
Die Hauptfassade zur Spreeseite ist mit rotem Sandstein verkleidet bzw. geschmückt. Ein aufsatzbekrönter Ziergiebel mit einer Bronzefigur sowie Wimperg- und Lünettenaufsätze über den Fenstern ergeben weitere Schmuckelemente. Neben den bereits oben erwähnten Porträtmedaillons befindet sich weiterer Reliefschmuck an der Fassade. Als Zier kamen zudem schmiedeeiserne Torflügel, Ziergitter und Treppengeländer zum Einsatz.
Die Spreeseite enthält im Erdgeschossbereich Rundbogenfenster in zwei verschiedenen Breiten, unterbrochen durch ein großes Tor, das die gewölbte Zufahrt zum Hof verbirgt.
Die Hofbauten sind teilweise, wie im 19. Jahrhundert bei Industriegebäuden üblich, mit weißen kleinen Kacheln vollflächig verkleidet.